# Euryopis texana
Euryopis texana är en spindelart som beskrevs av Banks 1908. Euryopis texana ingår i släktet Euryopis och familjen klotspindlar. Inga underarter finns listade i Catalogue of Life.